# Hypsioma attalia
Hypsioma attalia là một loài bọ cánh cứng trong họ Cerambycidae.